# Into the Unknown (album de Mercyful Fate)
Albums de Mercyful Fate
Time
(1994) Dead Again
(1998)
Into the Unknown est le 5e album studio du groupe danois Mercyful Fate.

## Liste des titres
Toutes les paroles sont écrites par King Diamond.
| No  | Titre                             | Musique        | Durée |
| --- | --------------------------------- | -------------- | ----- |
| 1.  | Lucifer                           | King Diamond   | 1:29  |
| 2.  | The Uninvited Guest               | King Diamond   | 4:14  |
| 3.  | The Ghost of Change               | King Diamond   | 5:41  |
| 4.  | Listen to the Bell                | Hank Shermann  | 3:56  |
| 5.  | Fifteen Men (and a Bottle of Rum) | Michael Denner | 5:04  |
| 6.  | Into the Unknown                  | Hank Shermann  | 6:33  |
| 7.  | Under the Spell                   | King Diamond   | 4:40  |
| 8.  | Deadtime                          | Michael Denner | 3:13  |
| 9.  | Holy Water                        | Hank Shermann  | 4:31  |
| 10. | Kutulu (The Mad Arab Part Two)    | Hank Shermann  | 5:17  |

## Composition du groupe
- King Diamond - chants
- Hank Shermann - guitare
- Michael Denner - guitare
- Sharlee D'Angelo - basse
- Bjarne T. Holm - batterie